# بالبور (مترو باريس)
بالبور (بالفرنسية: Pelleport)‏ هي محطة مترو تابعة لمترو باريس تقع في فرنسا في الدائرة العشرون في باريس.[بحاجة لمصدر]

## خلفية تاريخية
افتتحت المحطة في 27 نوفمبر/تشرين الثاني 1921، وذلك مع دخول تمديد الخط 3 من غامبيتا إلى بورت ليلا في نطاق الخدمة.
سميت المحطة اعتبارا لموقعها عند التقاطع مع شارع بيلبورت، وهو يكرم القائد العسكري في القرن التاسع عشر  فيسكونت بيير دو بيلبورت (1773-1855)، هذا الأخير كان لواءًا عسكريا، وقد أصيب بجروح خطيرة في معركة آيلاو في عام 1807، وخدم في جيوش الترميم قبل أن يتم تعيينه في غرفة الأقران في عام 1841.
منذ عام 1940، تحت الاحتلال، أنشأ المشرف الرئيسي على المحطة لوسيان نويل شبكة من مقاتلي المقاومة. اعتقل بعدها في أكتوبر/تشرين الأول من العام التالي وأطلقت النار عليه في 24 يناير/كانون الثاني 1942 في قلعة مونت فاليريان.
في 27 مارس/آذار 1971 ، تم نقل المحطة إلى الخط 3 مكرر، والذي نتَجَ عن عزل القسم بين غامبيتا وبورت ليلا من الخط 3 في شكل خط مستقل، بعد تمديد الأول إلى غالياني.
كجزء من برنامج تجديد خط الميترو، تم تجديد ممرات المحطة وإضاءة الرصيف في 19 مايو/أيار 2006.
في عام 2019، مر 329،597 راكبًا عبر المحطة مما جعلها في المركز 302 من أصل 302 على مستوى نسبة الاستخدام.